# Paavo Järvi
Paavo Järvi (phiên âm tiếng Estonia: [ˈPɑːʋo ˈjærʋi]; sinh ngày 30 tháng 12 năm 1962) là một nhạc trưởng người Mỹ gốc Estonia.

## Đầu đời
Järvi sinh ra ở Tallinn, Estonia, mẹ ông là Liilia Järvi còn cha là nhạc trưởng người Estonia Neeme Järvi. Anh chị em của ông bao gồm Kristjan Järvi và Maarika Järvi, đều là những nhạc sĩ. Sau khi rời Estonia, gia đình ông định cư ở Mỹ. Järvi học một thầy một trò với Leonid Grin ở Philadelphia tại Học viện Âm nhạc Curtis với Max Rudolf và Otto-Werner Mueller, cũng như tại Học viện Giao hưởng Los Angeles với Leonard Bernstein.

## Sự nghiệp
Từ năm 1994 đến 1997, Järvi là chỉ huy chính của Dàn nhạc Giao hưởng Malmö. Từ năm 1995 đến 1998, ông làm chức vụ chỉ huy chính của Dàn nhạc Giao hưởng Hoàng gia Stockholm với Andrew Davis. Järvi còn là giám đốc âm nhạc của Dàn nhạc giao hưởng Cincinnati từ năm 2001 đến năm 2011. Dàn nhạc này đã thực hiện một số bản thu âm cho hãng Telarc trong nhiệm kỳ của Järvi. Vào tháng 5 năm 2011, ông được vinh danh là Giám đốc âm nhạc danh dự của dàn nhạc. Từ năm 2004, ông là Giám đốc Nghệ thuật của Dàn nhạc giao hưởng quốc gia Đức, Bremen và là Cố vấn Nghệ thuật cho Dàn nhạc Giao hưởng Quốc gia Estonia. Năm 2006, Järvi trở thành Nhạc trưởng chính của Dàn nhạc Giao hưởng Đài phát thanh Frankfurt, và đảm nhiệm vị trí này cho đến năm 2014. Năm 2010, ông trở thành Giám đốc âm nhạc của Dàn nhạc giao hưởng Paris, kết thúc nhiệm kỳ của mình vào năm 2016. Cùng năm, ông được vinh danh là Nghệ sĩ của năm do cả tạp chí Gramophone và Diapason bình chọn.

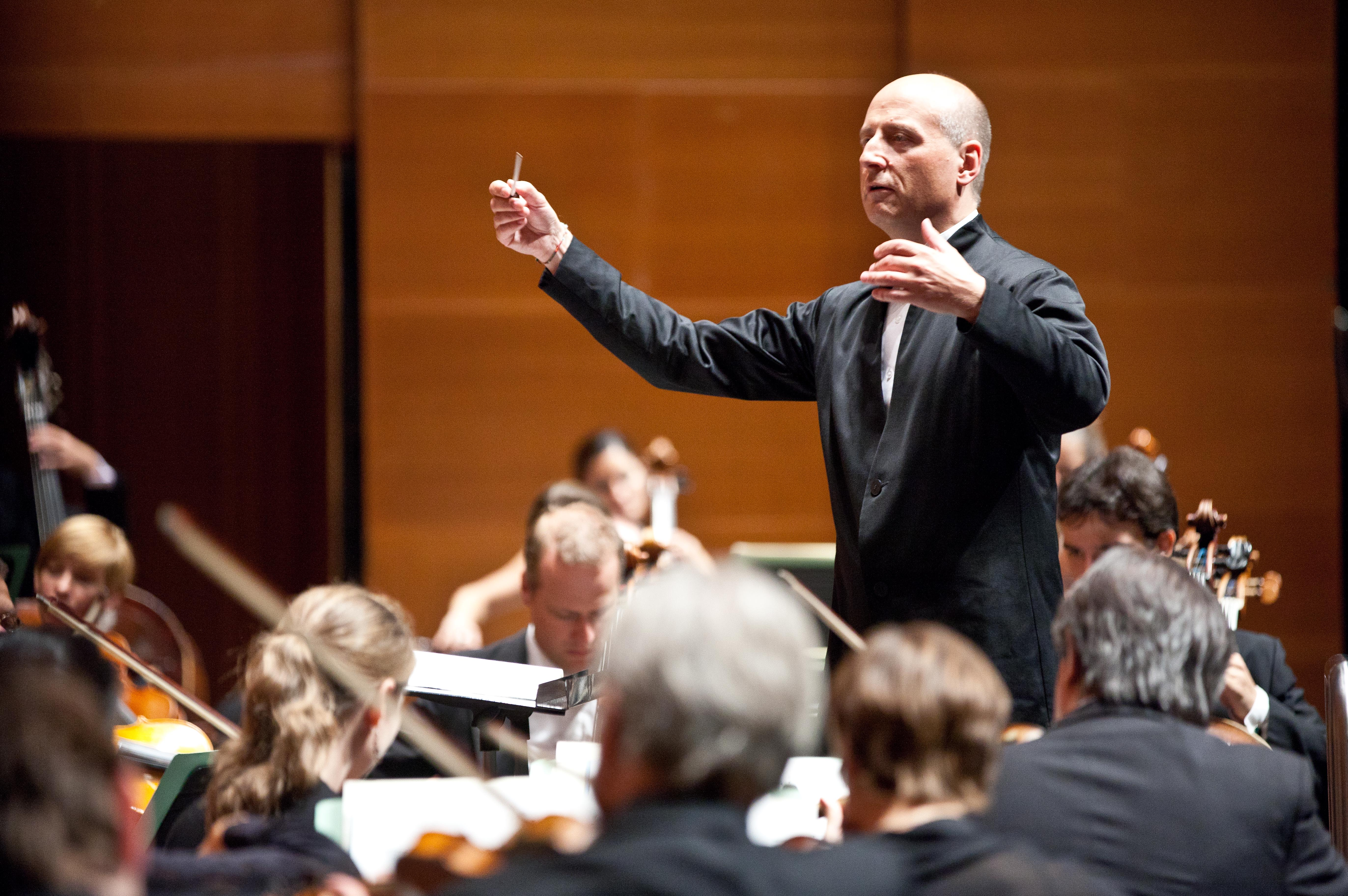
Järvi và dàn nhạc giao hưởng đài phát thanh Frankfurt năm 2013

Järvi là người sáng lập và giám đốc nghệ thuật của cả Lễ hội Âm nhạc Pärnu và Dàn nhạc Lễ hội người Estonia. Järvi còn là khách mời đầu tiên chỉ huy Dàn nhạc Tonhalle vào năm 2009 và tái diễn vào tháng 12 năm 2016. Vào tháng 5 năm 2017, Tonhalle-Orchester Zürich thông báo bổ nhiệm Järvi làm nhạc trưởng tiếp theo của họ, có hiệu lực từ 2019–2020, với hợp đồng ban đầu có thời hạn 5 năm.
Ngoài châu Âu, vào tháng 6 năm 2012, dàn nhạc giao hưởng đài NHK  thông báo bổ nhiệm Järvi làm nhạc trưởng của mình, bắt đầu từ mùa 2015–2016, với hợp đồng ban đầu là ba năm, được gia hạn thêm ba năm đến năm 2021. Vào tháng 11 năm 2019, NHK đã thông báo gia hạn hợp đồng của ông đến tháng 8 năm 2022, vào thời điểm đó ông đã dự kiến từ chức với tư cách nhạc trưởng.
Järvi đã thu âm cho các hãng như RCA, Deutsche Grammophon, PENTATONE, Telarc, ECM, BIS và Virgin Records. Bản thu âm Virgin Classics của ông về Sibelius Cantatas với Dàn nhạc Giao hưởng Quốc gia Estonia, Dàn hợp xướng nam quốc gia Estonia và Dàn hợp xướng nữ Ellerhein đã giành được giải Grammy cho "Màn trình diễn hợp xướng xuất sắc nhất".

## Đời tư
Järvi có hai người con gái trong cuộc hôn nhân đầu với nghệ sĩ vĩ cầm Tatiana Berman. Järvi đã xuất hiện trong bộ phim tài liệu Maestro, do David Donnelly đạo diễn. Ông trở thành công dân Mỹ năm 1985.

## Danh hiệu
Ông có một số danh hiệu bao gồm:
- 2012:
  - Giải thưởng Hindemith
  - Commandeur de L'Ordre des Arts et des Lettres
- 2013: Huân chương ngôi sao trắng, Estonia
- 2015: Huân chương Sibelius